# Clif Bar
Clif Bar est une entreprise américaine qui commercialise des barres énergétiques. Fondée en 1992, elle a son siège à Emeryville, en Californie.